# Djidjé
José Afonso Duarte, igualmente conhecido com o nome de atleta Djidjé (Mindelo, Cabo Verde, 1936 - 22 de Dezembro de 2015) foi um futebolista e diplomata Cabo-verdiano.

## Biografia

### Nascimento e formação
José Afonso Duarte nasceu na cidade do Mindelo, em Cabo Verde, em 1936. Licenciou-se em arquitectura.

### Carreira desportiva e profissional
Durante a juventude, no início da Década de 1960, deslocou-se para a cidade de Portimão, para jogar no Portimonense Sporting Clube. Ocupou a posição de guarda-redes naquele clube, sendo nessa altura conhecido como Djidjé.
Enveredou posteriormente pela carreira diplomática, tendo sido o primeiro cônsul honorário de Cabo Verde no Algarve, cargo que exerceu entre 1975, ano em que assumiu a nacionalidade cabo-verdiana, e 2013. Estava radicado na cidade de Portimão.
Durante a sua carreira como cônsul, foi uma figura de grande importância entre a comunidade cabo-verdiana no Algarve, tanto a nível diplomático como social. Lutou pela melhoria das condições de vida da comunidade, especialmente em termos de alojamento, como sucedeu com os residentes dos bairros clandestinos dos pescadores, em Vilamoura, e do castelo, em  Portimão. Em Maio de 2000 participou na cerimónia de inauguração da sede da Associação dos Países Africanos de Língua Portuguesa, em Quarteira, no concelho de Loulé, tendo nessa altura apontado a falta de habitação como um dos grandes entraves à integração social da comunidade africana no Algarve. Foi um dos impulsionadores dos Encontro de Caboverdianos Residentes no Algarve.
Também trabalhou na área da arquitectura, primeiro como agente técnico e depois como arquitecto. Exerceu igualmente como desenhador de construção civil.

### Falecimento e homenagens
José Afonso Duarte faleceu em 22 de Dezembro de 2015. O funeral teve lugar em 23 de Dezembro, na Igreja do Colégio em Portimão, partindo depois para o cemitério daquela cidade.
Em 1997 recebeu o título de Cidadão Benemérito de Portimão, e em Julho de 2014 foi homenageado pela embaixada de Cabo Verde no Portimão Arena.